# Цифровая антенная решётка
Цифровая антенная решётка (ЦАР) (антенная решётка с цифровой обработкой сигнала) — антенная решётка с поэлементной обработкой сигналов, в которой сигналы от излучающих элементов подвергаются аналого-цифровому преобразованию с последующей обработкой по определённым алгоритмам.
Более общее определение ЦАР предполагает цифровое диаграммообразование как на прием, так и на передачу сигналов:
Цифровая антенная решётка (ЦАР) — пассивная или активная антенная система, представляющая собой совокупность аналого-цифровых (цифро-аналоговых) каналов с общим фазовым центром, в которой формирование диаграммы направленности осуществляется в цифровом виде, без использования фазовращателей.
В зарубежной литературе используются эквивалентные термины англ. digital antenna array или англ. smart antenna

Различие между ЦАР и разновидностью активной фазированной антенной решётки (АФАР) заключается в методах обработки информации.
В основе АФАР лежит приёмопередающий модуль (ППМ), включающий в себя два канала: приёмный и передающий. В каждом канале установлен усилитель, а также по два устройства управления амплитудно-фазовым распределением: фазовращателем и аттенюатором.
В цифровых антенных решётках в каждом канале установлен цифровой приёмопередающий модуль, в котором аналоговая система управления амплитудой и фазой сигнала заменена системой цифрового синтеза и анализа сигналов (ЦАП/АЦП).

## Истоки теории ЦАР

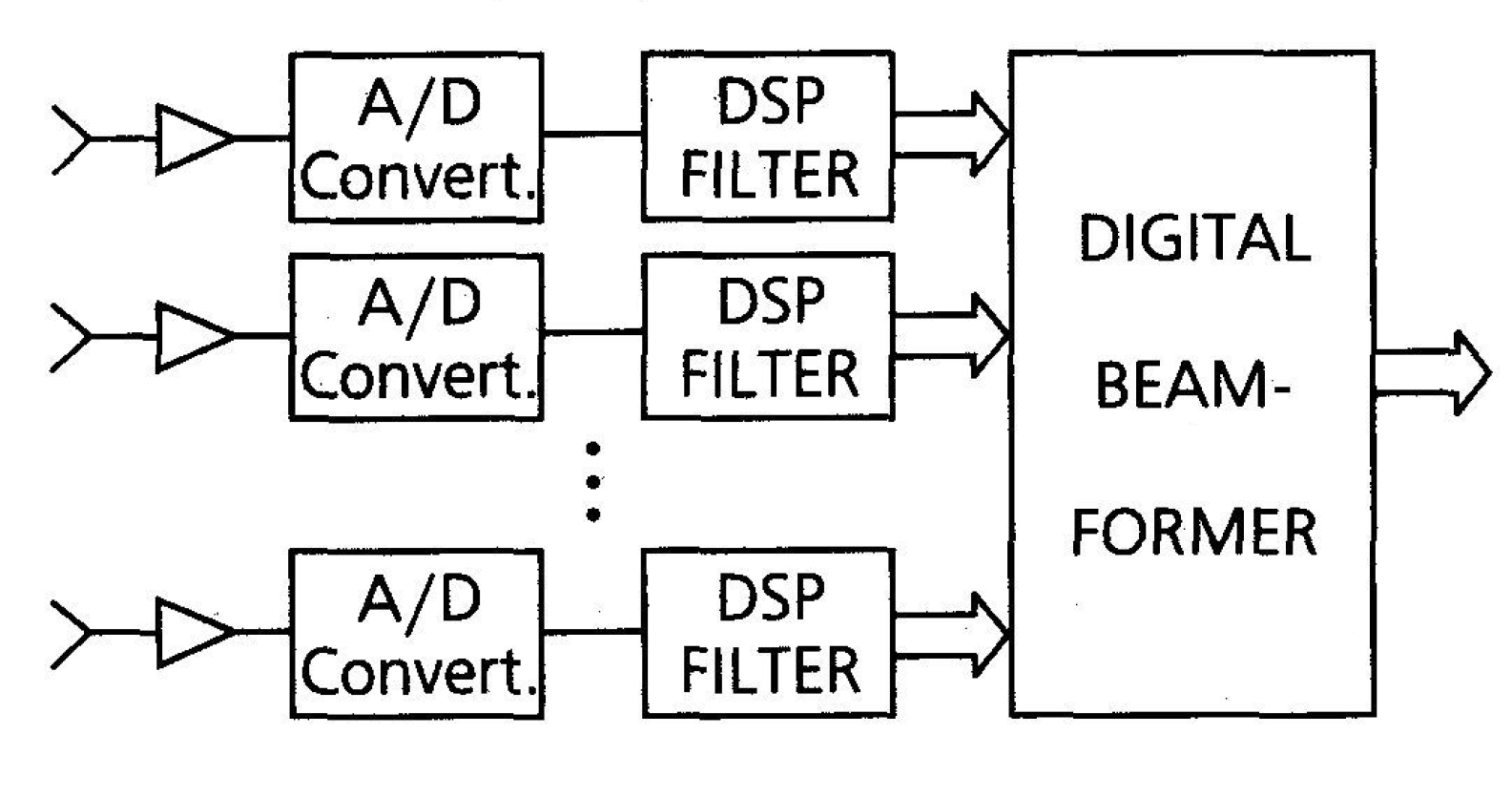
Приёмный сегмент ЦАР

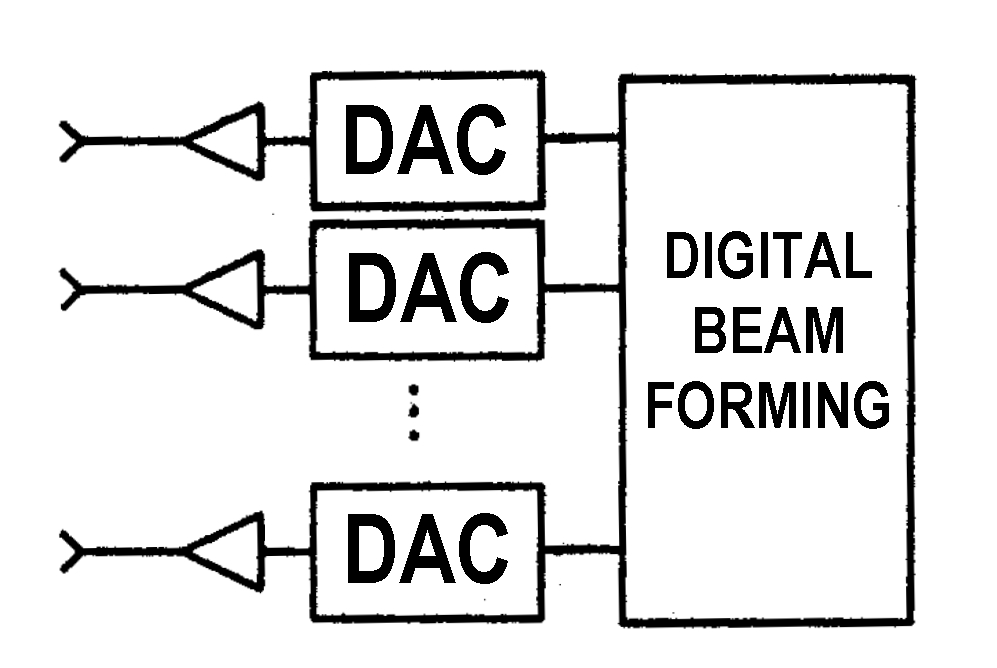
Передающий сегмент ЦАР

Теория цифровых антенных решёток (ЦАР) зарождалась как теория многоканального анализа (Multichannel Estimation). Её истоки берут начало в 1920е годы с разработанных тогда методов определения направлений прихода радиосигналов совокупностью двух антенн по разности фаз или амплитуд их выходных напряжений. При этом оценка направлений прихода одиночного сигнала осуществлялась по показаниям стрелочных индикаторов либо по форме фигур Лиссажу, рисуемых лучом на экране осциллографа. Примером такого рода является публикация. Простейший патентный поиск позволяет выявить несколько десятков патентов, использующих аналогичные технические решения для радаров, радиопеленгаторов, средств навигации. Речь идёт, например, о так называемых phase-comparison direction finder (патент США № 2423437) или amplitude-comparison direction finder (патент США № 2419946).
В конце 1940-х годов данный подход привёл к появлению теории трёхканальных антенных анализаторов, обеспечивавших решение задачи разделения сигналов воздушной цели и отражённого от подстилающей поверхности «антипода» путём решения системы уравнений, сформированных по комплексным напряжениям трёхканальной сигнальной смеси. Результаты экспериментальных измерений с помощью аналогичного трёхантенного устройства были опубликованы Фредериком Бруксом в 1951 г..
Растущая сложность решения подобного рода радиолокационных задач к концу 1950-х годов создала предпосылки для применения в этой сфере электронной вычислительной техники.. Например, в 1957 г. была опубликована статья Бена С. Мелтонта и Лесли Ф. Бейли, в которой были предложены варианты реализации алгебраических операций по обработке сигналов с помощью электронных схем, являющихся их аналогами, с целью создания машинного коррелятора (a machine correlator) или машинного вычислителя обработки сигналов на основе аналоговой вычислительной машины. По сути, тем самым был создан симбиоз приёмной системы и спецвычислителя для оценивания параметров сигналов.
Приход на смену аналоговым вычислительным средствам цифровой техники буквально через три года, в 1960 г. воплотился в идею использования быстродействующего компьютера для решения пеленгационной задачи, первоначально в отношении определения местоположения эпицентра землетрясения. К числу тех, кто первым реализовал эту идею на практике, следует отнести Б. А. Болта, который написал программу для IBM 704 по сейсмопеленгации на основе метода наименьших квадратов. Практически синхронно с ним аналогичный подход использовал сотрудник Австралийского национального университета Флинн.
Несмотря на то, что в указанных экспериментах интерфейс между датчиками и компьютером был реализован с помощью перфокарт ввода данных, такое решение явилось решающим шагом на пути появления ЦАР. Далее оставалось лишь решить проблему непосредственной подачи в компьютер цифровых данных, полученных от сенсорных элементов, исключив этап подготовки перфорационных карт и участие оператора как лишнее звено. При этом решение задачи совершенствования обработки информации от решётки сенсорных датчиков могло быть сведено к разработке программного обеспечения интегрированного с ними компьютера. С этого момента аналогичные решения могли тиражироваться в любых радиотехнических приложениях.
В СССР, по-видимому, первым обратил внимание на потенциальные возможности многоканальных анализаторов Поликарпов Б. И. Он рассмотрел анализаторы фазового типа с равными или кратными расстояниями между фазовыми центрами приёмных каналов, на выходах которых напряжения подвергаются корреляционной обработке, и с помощью вычислительных машин определяются угловые координаты источников сигналов. Поликарпов Б. И. указал на принципиальную возможность разрешения источников сигналов с угловым расстоянием, меньшем ширины главного лепестка диаграммы направленности антенной системы.
Однако конкретное решение задачи сверхрэлеевского разрешения источников излучения было предложено лишь в 1962 году Варюхиным В. А. и Заблоцким М. А., которыми был изобретён соответствующий способ измерения направлений на источники электромагнитного поля. Данный способ, основывался на обработке информации, содержащейся в распределении комплексных амплитуд напряжений на выходах амплитудных, фазовых и фазово-амплитудных многоканальных анализаторов, и позволял определять угловые координаты источников, находящихся в пределах ширины главного лепестка приёмной антенной системы.
В дальнейшем Варюхиным В. А. была разработана общая теория многоканальных анализаторов, основанная на обработке информации, содержащейся в распределении комплексных амплитуд напряжений на выходах антенной решётки. Эта теория рассматривает способы определения угловых координат источников в зависимости от угловых расстояний между ними, фазовых и энергетических соотношений между сигналами, а также функциональные схемы устройств, реализующих теоретические выводы. Определение параметров источников производится непосредственным решением систем трансцендентных уравнений высокого порядка, описывающих функцию отклика многоканального анализатора. Трудности, возникающие при решении систем трансцендентных уравнений высокого порядка, были преодолены Варюхиным В. А. путём «сепарации» неизвестных, при которой определение угловых координат сводится к решению двух или даже одного уравнения, а определение комплексных амплитуд — к решению линейных систем уравнений порядка N.

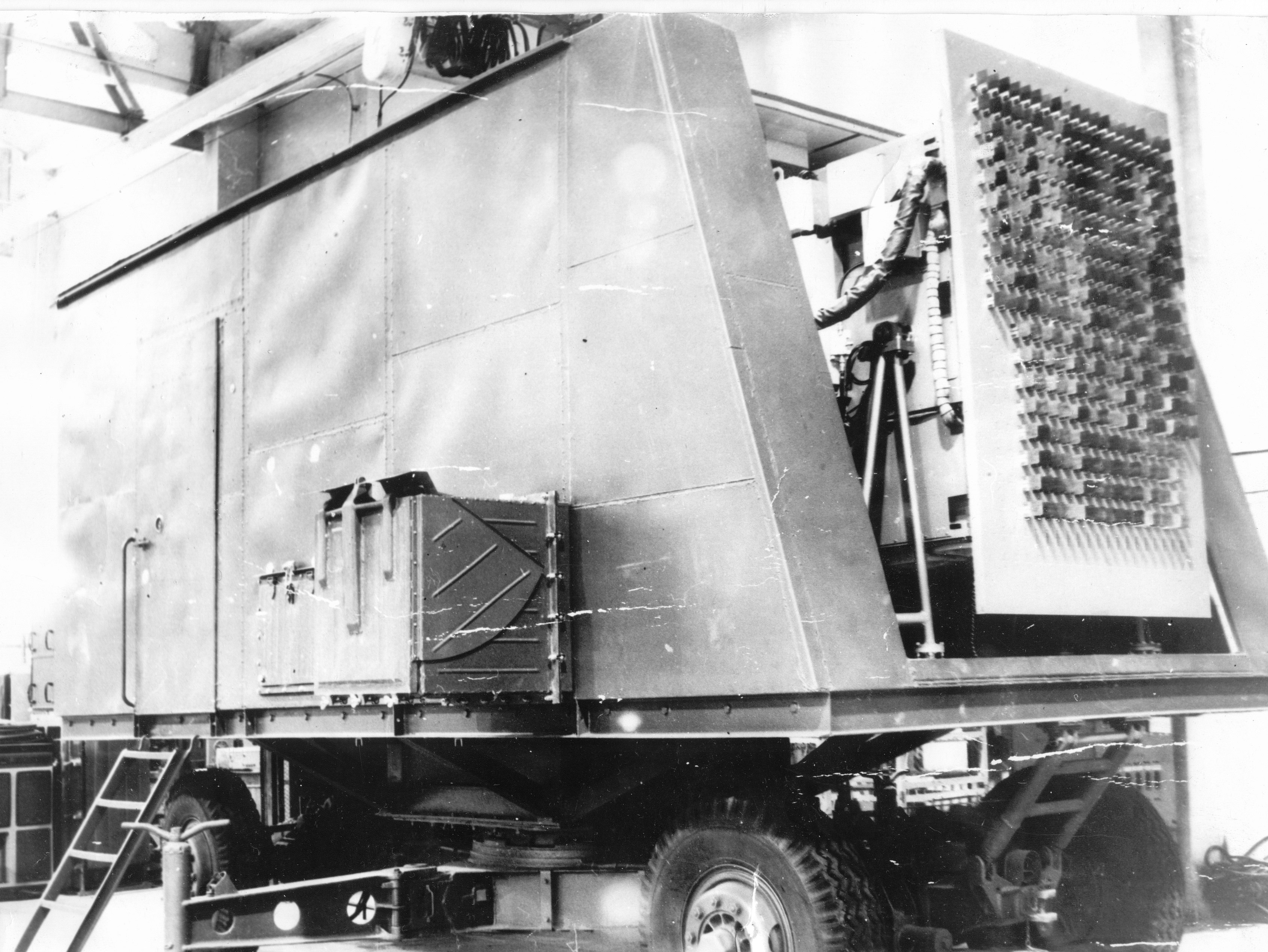
Опытный образец 64-канальной ЦАР

Важной вехой в признании научных результатов Варюхина В. А. стала защита им диссертации на соискание учёной степени доктора технических наук, состоявшаяся в 1967 г. Отличительной особенностью развитых им теоретических основ является максимальная автоматизация процесса оценивания координат и параметров сигналов, тогда как за рубежом в это время зарождался подход, базирующийся на формировании функции отклика сейсмического многоканального анализатора и оценке его разрешающей способности на основе визуальных впечатлений. Речь идёт о методе Кейпона и разработанных в дальнейшем методах MUSIC, ESPRIT и других проекционных методах спектрального оценивания. Оригинальность основных теоретических достижений научной школы Варюхина В. А., полученные им и его учениками (прежде всего, в Военной академии ПВО Сухопутных войск имени Василевского A.M.), на фоне развитых за рубежом теоретических методов спектрального оценивания, сохраняется и ныне, благодаря максимальному учёту специфических особенностей аналитического описания функции отклика многоканального анализатора, в том числе сформированной на основе операции быстрого преобразования Фурье. Это касается сведения задачи сверхрэлеевского разрешения (сверхразрешения) сигналов по выходам вторичных приёмных каналов к решению алгебраического уравнения степени M, где M — количество источников, возможности несмещённого оценивания параметров сигналов, определения неизвестного количества их источников и других важных аспектов. Указанным научным коллективом был разработан и всесторонне апробирован ряд макетов РЛС с ЦАР, при участи его представителей проведены успешные полигонные испытания опытного образца уникальной 64-канальной РЛС с ЦАР.
Межведомственное научно-техническое совещание, проведённое в 1977 г. Научным Советом АН СССР по проблеме «Статистическая радиофизика» (председатель — академик Кобзарев Ю. Б.) и Филиалом противовоздушной обороны Сухопутных войск Военной артиллерийской академии им. М. И. Калинина (г. Киев), придало официальный статус термину «цифровая антенная решётка» и констатировало приоритет научной школы Варюхина В. А. в разработке и практической реализации соответствующей теории, датировав начало исследований, выполнявшихся под руководством Варюхина В. А., 1962 годом..
Конечно, делать заключение о приоритете и важности тех или иных научных подходов в процессе формирования общей теории ЦАР - дело неблагодарное, учитывая закрытый характер большинства работ и отсутствие возможности подробного ознакомления с научным наследием того времени. Изложенный здесь исторический экскурс лишь приподнимает завесу времени над развитием научного поиска и имел целью указать на историческом фоне общую нишу и временные рамки зарождения теории многоканального анализа. Детальное изложение исторических этапов развития теории ЦАР заслуживает отдельного рассмотрения.

## Приёмно-передающий модуль ЦАР
В ППМ ЦАР существует два канала обработки данных:
- передающий канал
- приёмный канал

### Приёмный канал
Основа приёмного канала — АЦП. Аналого-цифровой преобразователь заменяет в аналоговом варианте реализации активного модуля два устройства: фазовращатель и аттенюатор. АЦП позволяет перейти от аналогового к цифровому представлению сигнала для дальнейшего его анализа в схеме цифровой обработки сигнала.
Для корректной работы АЦП в канале также присутствуют ещё два устройства.
- Малошумящий усилитель (МШУ)[22][23] — поднимает амплитуду сигнала до требуемого уровня для дальнейшей оцифровки.
- Устройство защиты приёмника — в простейшем случае обычный разрядник или ограничитель, не позволяющий перегрузить приёмный канал высоким уровнем сигнала (помехи).

### Передающий канал
Основа передающего канала — цифро-аналоговый преобразователь, применяемый для цифрового синтеза сигнала. В передающем канале он заменяет фазовращатель и аттенюатор, а также какую-то часть генератора — устройство синтеза сигнала, модулятор и синтезатор частоты (гетеродин).
После ЦАП в канале сигнал проходит усилитель мощности и излучается антенной. Требования в передающем канале к усилителю другие, чем в приёмном. Это связано с уровнем мощности на входе усилителя. Принятый модулем из пространства сигнал на порядки ниже синтезированного ЦАП.

### Разделение приёмных и передающих каналов
Так как оба канала работают на один излучатель, то появляется необходимость в развязке каналов, чтобы сигнал передающего канала не проникал в приёмный. Для этих целей в ППМ устанавливается циркулятор с развязкой порядка 30 дБ либо используют в антенном полотне вставки из метаматериалов.

### Преобразование частоты в ЦАР
При работе с сигналами, оцифровка или цифро-аналоговое преобразование которых на несущей частоте является неэффективной (недостаточная разрядность и канальность имеющихся АЦП/ЦАП, их высокое энергопотребление и т. п.), в ЦАР может выполняться одно или несколько промежуточных преобразований частоты. При этом всякое преобразование частоты вносит дополнительные погрешности в обработку сигналов и снижает потенциальные характеристики ЦАР.

## Система синхронизации
Данная система предназначена для формирования сетки опорных частот, обеспечивающих синхронную работу всех составных частей программно-аппаратного комплекса системы цифрового диаграммообразования, выдачи синхросигнала тактирования АЦП и ЦАП, стробирования децимирующих фильтров, формирования импульсов запуска передатчика с переменной скважностью, управляемой с центрального компьютерного модуля, выдачи опорного сигнала на аналоговый задающий генератор и управления коммутацией сигналов коррекции характеристик приёмных модулей. Система синхронизации должна обеспечивать минимизацию джиттера синхросигналов тактирования АЦП и ЦАП, в противном случае будет снижаться точность угловой пеленгации источников сигналов и глубина подавления активных помех.

## Система коррекции характеристик приёмных каналов
Цифровая система коррекции характеристик приёмных каналов предназначена для цифровой компенсации технологических погрешностей, приводящих к межканальным и квадратурным неидентичностям характеристик приёмных каналов ЦАР.
В многоканальных системах, к которым относится цифровая антенная решётка, межканальная идентичность амплитудно-частотных характеристик (АЧХ) очень важна для минимизации мультипликативных помех, возникающих при межканальной обработке сигналов. Чем выше этот показатель (как правило, в области главной полосы пропускания АЧХ стремятся достичь межканальной корреляции коэффициентов передачи каналов до 0,999 и выше) и чем шире полоса частот, в которой он соответствует требованиям, тем больше помехозащищённость соответствующей радиотехнической системы.
Для повышения указанной идентичности следует применять специальные алгоритмы межканальной коррекции АЧХ приёмных каналов.
В активных ЦАР может выполняться также коррекция характеристик передающих каналов. Функционирование системы коррекции осуществляется в двух основных режимах — расчёт коэффициентов коррекции по контрольным сигналам и режим коррекции цифровых отсчётов напряжений сигналов в процессе их обработки по рассчитанным ранее весовым коэффициентам.

## Система цифрового диаграммообразования (ЦДО)

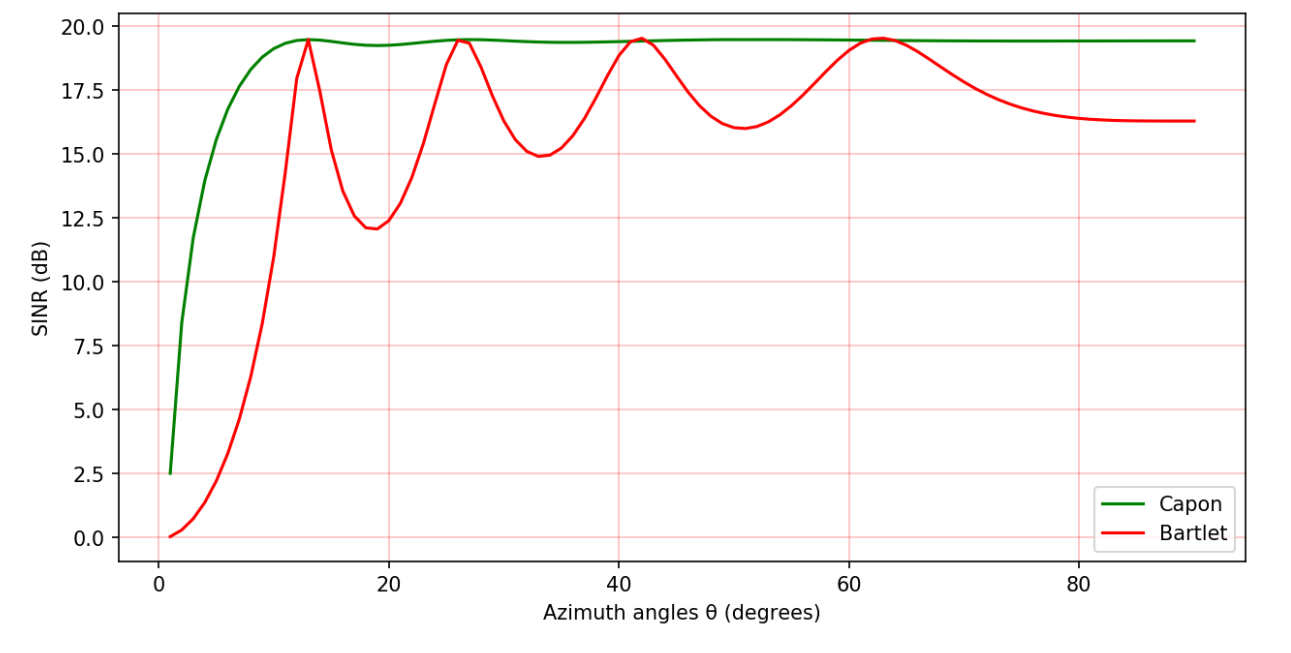
Значения SINR в зависимости от угла прихода интерференционного сигнала: неадаптивный метод диаграммообразования Бартлетта и адаптивный метод Кэйпона на основе ММП.

Цифровое диаграммообразование подразумевает под собой цифровой синтез диаграммы направленности в режиме приёма, а также формирование заданного распределения электромагнитного поля в раскрыве антенной решётки — в режиме передачи. При большом количестве каналов представляет собой вычислительную сеть, объединяющую несколько цифровых модулей обработки сигналов. Наибольшее распространение получило выполнение цифрового диаграммообразования (англ. digital beamforming) на основе операции быстрого преобразования Фурье, позволяющего формировать ортогональную систему так называемых вторичных пространственных каналов, в которой максимум диаграммы направленности одного канала совпадает с нулями остальных.
Методы цифрового диаграммообразования подразделяются на адаптивные и неадаптивные.

## Преимущества перед аналоговымиФАР
Превращение ЦАР в стандартное решение для современных средств радиолокации, связи и спутниковой навигации обусловлено целым рядом их преимуществ по сравнению с ФАР:
- Приёмные ЦАР — высокоинформативные приёмные системы, способные воспринять всю информацию, содержащуюся в структуре пространственно-временных электромагнитных полей в раскрыве решётки, и практически без потерь трансформировать её в данные о наличии и параметрах объектов.
- Цифровое формирование высокоидентичных частотных фильтров на выходе приёмных устройств обеспечивает глубокую компенсацию широкополосных помеховых сигналов. В сочетании с расширением динамического диапазона при накоплении в процессе пространственно-временной обработки это обеспечивает недостижимую ранее помехозащищённость. Максимальная глубина «нулей» диаграммы направленности в направлениях на источники помех в ФАР ограничена малой разрядностью фазовращателей (5 — 6 бит), в ЦАР же используются АЦП с разрядностью 12 — 16 бит.
- При выполнении приёмопередающих модулей ЦАР с программно-конфигурируемой архитектурой в полной мере может быть реализован принцип интегрированной апертуры. В это понятие входит объединение антенных систем и ВЧ-блоков всех типов бортовых радиотехнических средств в единую структуру с минимизацией единиц аппаратуры, а также побочных радиоизлучений. При этом достигается оперативная функционально-ресурсная адаптация архитектуры бортового радиоэлектронного оборудования и существенно возрастает эффективность всего радиоэлектронного комплекса.
- Способность ЦАР к многосигнальному приёму в широком телесном угле при организации многопозиционных комплексов позволяет преодолеть большинство недостатков, присущих аналогичным традиционным системам с электронной или механической перестройкой узкого приёмопередающего луча.

## Элементная база

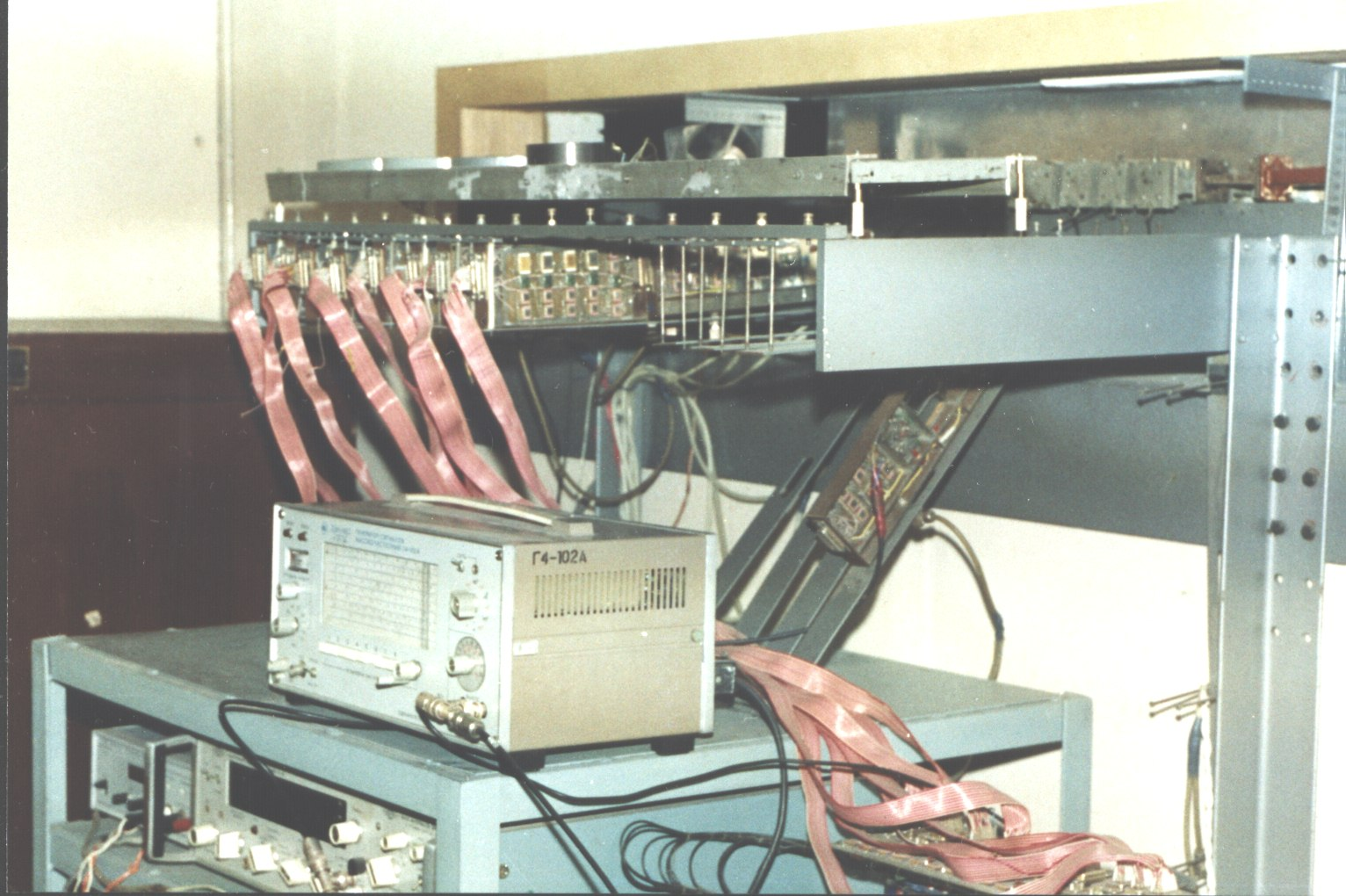
Экспериментальный образец 8-канальной ЦАР (первый из описанных периодов)

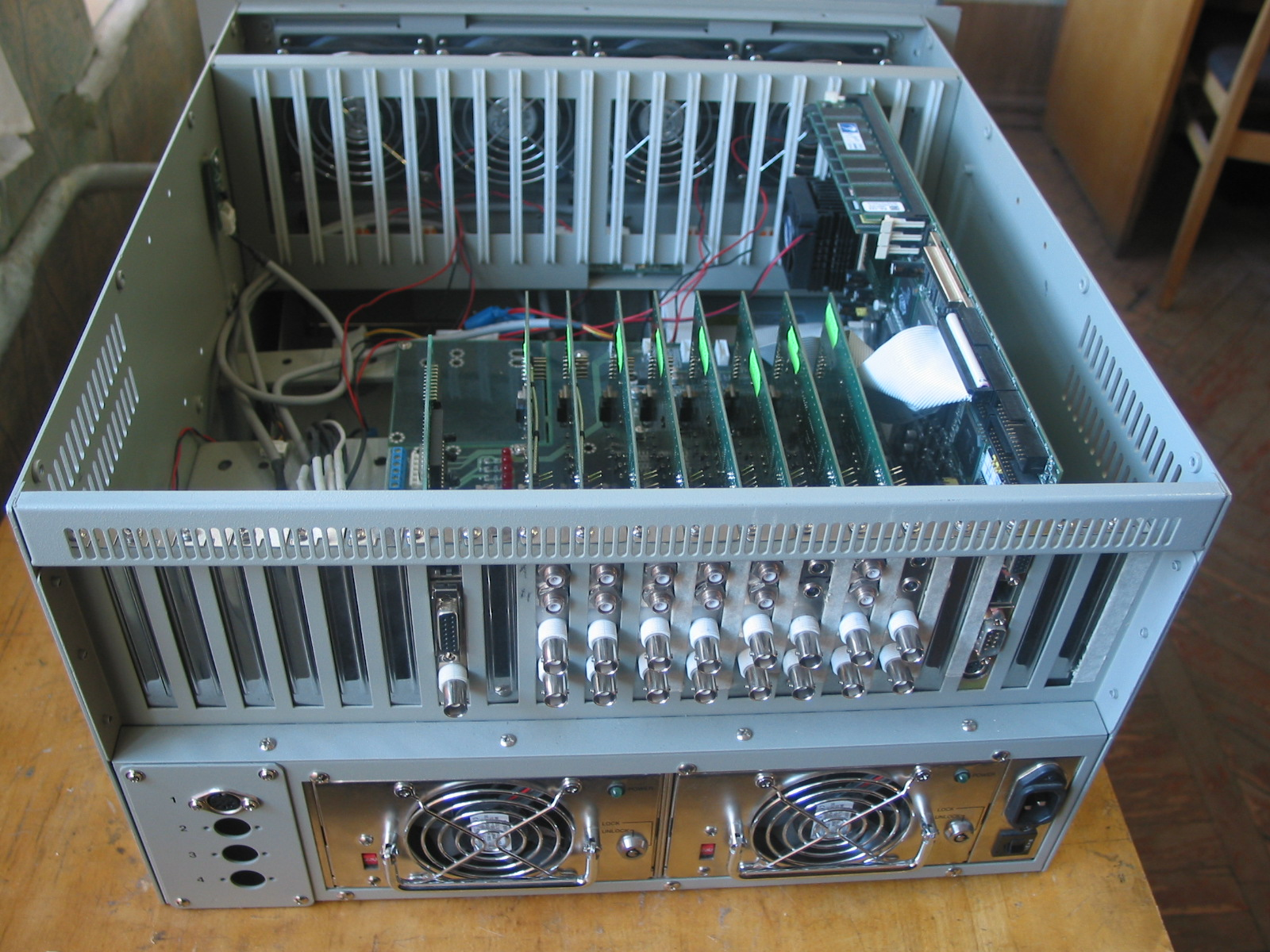
Цифровой сегмент 8-канальной ЦАР на основе стандарта PCI с FPGA-модулями цифровой обработки сигналов (второй период)

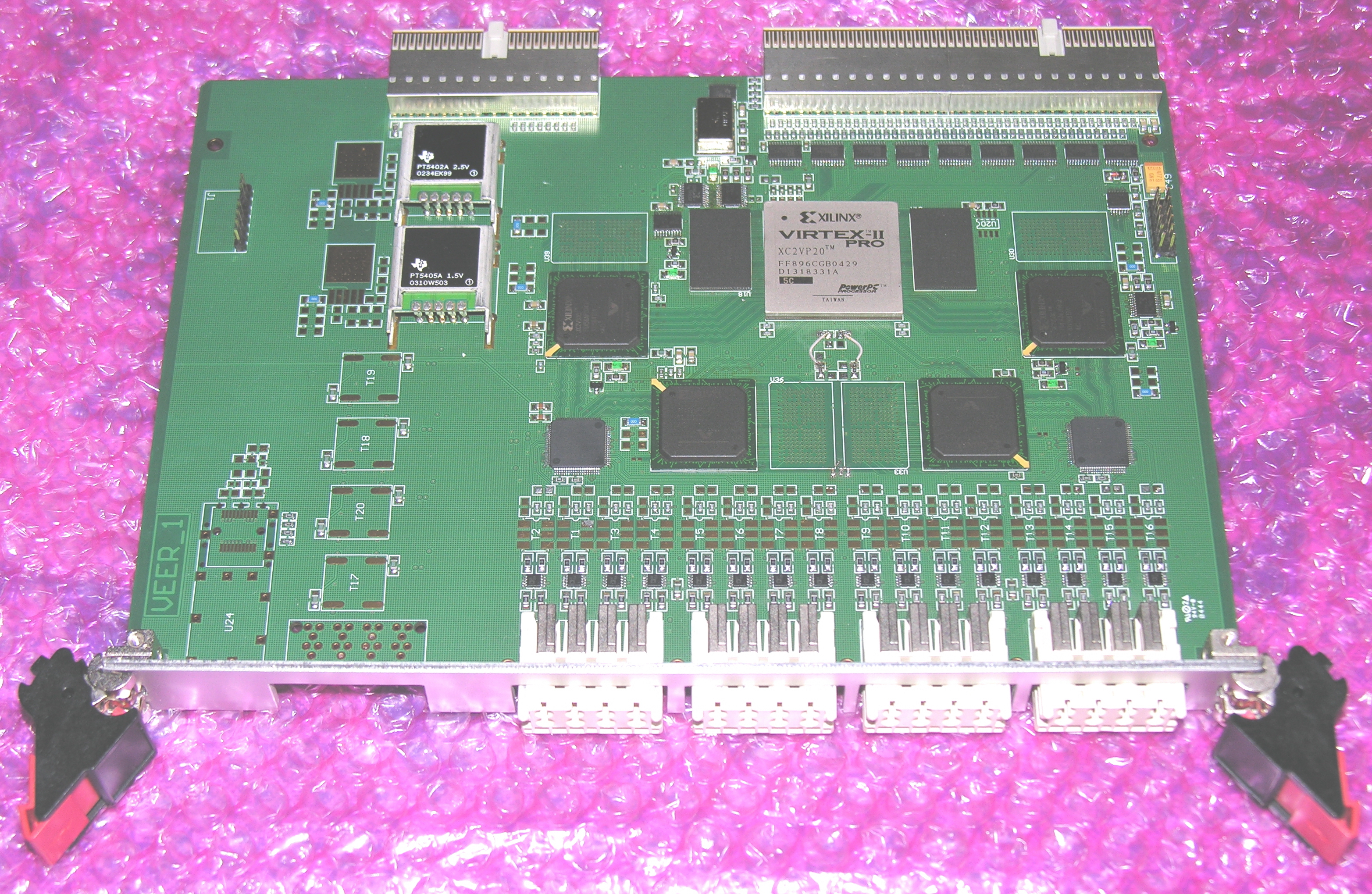
16-канальный модуль АЦП и цифровой обработки сигналов ЦАР стандарта CompactPCI (третий период)

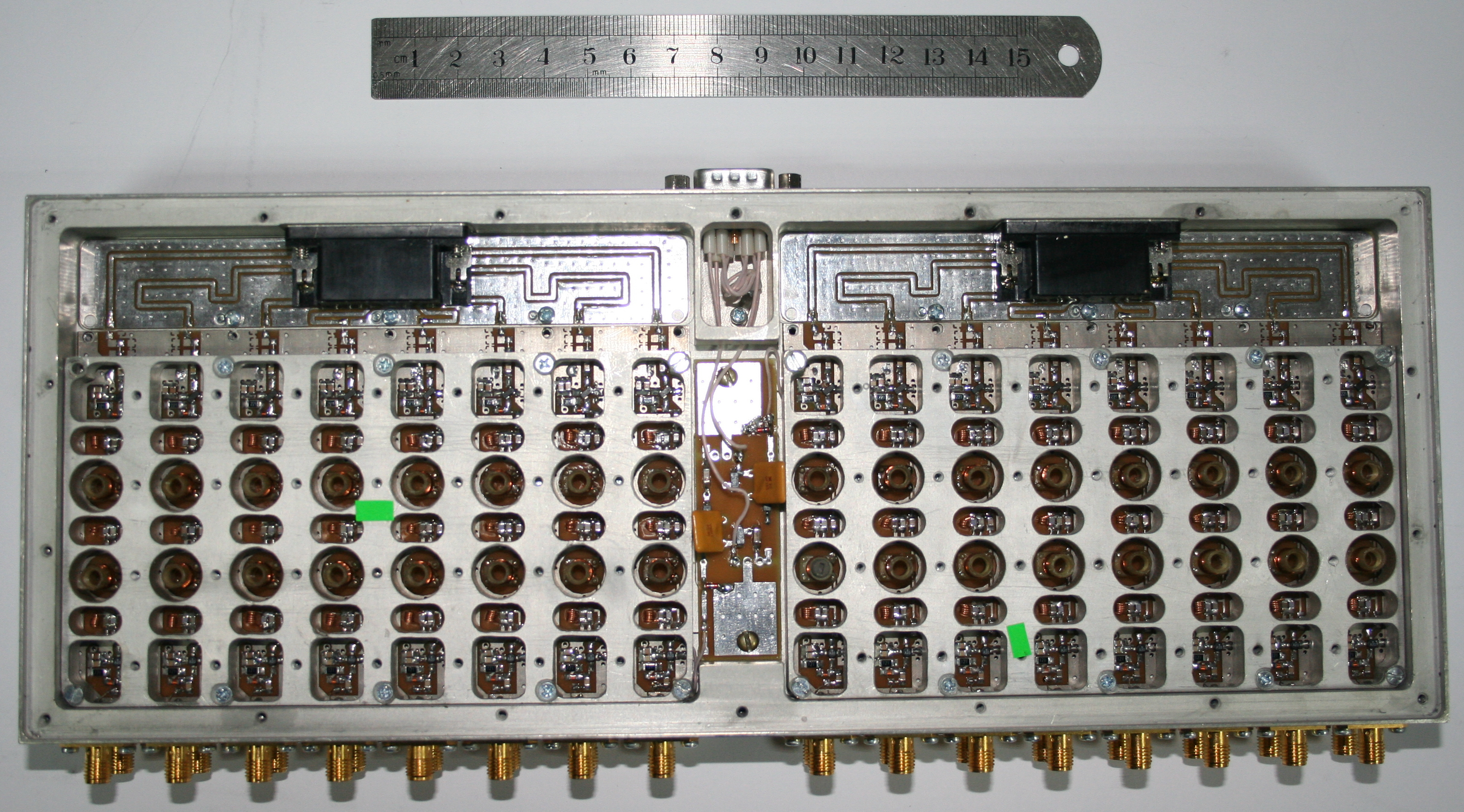
Многоканальный аналоговый приёмный модуль ЦАР (третий период)

В историческом аспекте существенное влияние на развитие элементной базы ЦАР оказал переход от одноканальных к многоканальным микросхемам АЦП (ЦАП), появление новых стандартов на интерфейсные шины и модули встраиваемых компьютерных систем, отставание в совершенствовании процессоров цифровой обработки сигналов (DSP) от микропроцессоров универсального назначения, прогресс в разработке программируемых логических интегральных схем (ПЛИС) типа FPGA. Соответственно, в развитии указанной элементной базы в отношении приёмных ЦАР можно условно выделить четыре периода.
Технологии первого из них связаны с использованием одноканальных АЦП и реализацией цифровой обработки сигналов в приёмных каналах с помощью отдельно взятых микросхем сумматоров, регистров и т. п. Примером такого подхода является экспериментальный образец 8-канальной ЦАР, созданный в Военной академии ПВО Сухопутных войск имени Маршала Советского Союза Василевского А. М. в 1989—1992 годах (см. фото).
Второй период обусловлен появлением первых промышленных компьютеров и интерфейсных кросс-плат стандартов ISA и PCI, когда стало возможным для каждого приёмного канала применить свой модуль DSP, конструктивно разграничив цифровой и аналоговый сегменты ЦАР
. Однако необходимость жёсткой синхронизации первичной цифровой обработки сигналов во всех приёмных каналах ЦАР вынудила в дальнейшем отказаться от модулей DSP, заменив их на специально разработанные модули с ПЛИС типа FPGA.
Третий период в развитии элементной базы связан с переходом к использованию стандарта CompactPCI и применению 4- и 8-канальных микросхем АЦП в многоканальных модулях цифровой обработки сигналов. Основными его принципами стала максимальная интеграция цифровой обработки с установкой на одной плате формата 6U до 32 каналов аналого-цифрового преобразования сигналов и соответствующей эшелонированной обработки их выходных отсчётов в сначала нескольких, а затем и в одной FPGA. В это же время произошёл переход к интегрированным модулям аналоговой обработки сигналов. В тех случаях, когда было уместно, для такой интеграции использовались многоканальные микросхемы аналоговых усилителей, в других вариантах интеграция выполнялась путём конструктивного объединения нескольких приёмных модулей (до 4 — 8) в один блок с общей разводкой питания, контрольных сигналов, сигналов гетеродина и многоканальным разъёмом для связи с цифровым блоком (см. фото).
Нынешний, четвёртый период характеризуется масштабированием решений предыдущего поколения на использование компьютерных модулей и интерфейсов стандартов PCI Express. При этом могут применяться стандарты CompactPCI Serial, CompactPCI PlusIO, OpenVPX и др. Усиливается тенденция к интеграции цифровой и аналоговой обработки с возвращением на повестку дня идей, характерных для первого из указанных периодов в развитии элементной базы ЦАР, но с учётом нового витка технологической эволюции. Речь также идёт о встраивании микросхем АЦП и FPGA в блоки многоканальных приёмников сигналов, выполненных на основе технологий LTCC и её аналогов. Переход к стандарту OpenVPX, несмотря на все связанные с этим проблемы, позволяет существенно нарастить скорость передачи данных, сокращая время на их обработку.
В России выпускается ряд интегральных микросхем для построения ЦАР. Для использования в передающем тракте предназначена микросхема цифрового вычислительного синтезатора 1508ПЛ8Т. Данная микросхема реализует функции синтеза сложного (включая ЛЧМ и другие виды модуляции) широкополосного (до 800 МГц) зондирующего сигнала, введения амплитудно-фазовых предыскажений и цифро-аналогового преобразования. Также имеются средства синхронизации для обеспечения работы в составе ЦАР.
В приёмном тракте возможно применение цифрового четырёхканального приёмника 1288ХК1Т, который осуществляет селекцию и цифровую предварительную обработку сигналов, принятых с АЦП. Весьма эффективным решением является блок 16-канального аналого-цифрового преобразования сигналов компании АО «ПКК Миландр», содержащий шестнадцать 14-разрядных АЦП К5101НВ01, процессоры цифровой обработки сигналов К1967ВН04 и ПЛИС для предварительной цифровой обработки отсчётов АЦП, включая их децимацию и фильтрацию..
Подробное описание возможных вариантов аппаратной реализации цифровой обработки сигналов в ЦАР представлено в публикациях Слюсаря В. И., а также серии патентов, перечень которых продолжает пополняться.
Особенностью данного этапа является также переход к широкому применению радиофотонных технологий в ЦАР.

## Методы оценки параметров сигналов
- Метод максимального правдоподобия
- Метод Прони
- MUSIC (алгоритм)
- ESPRIT

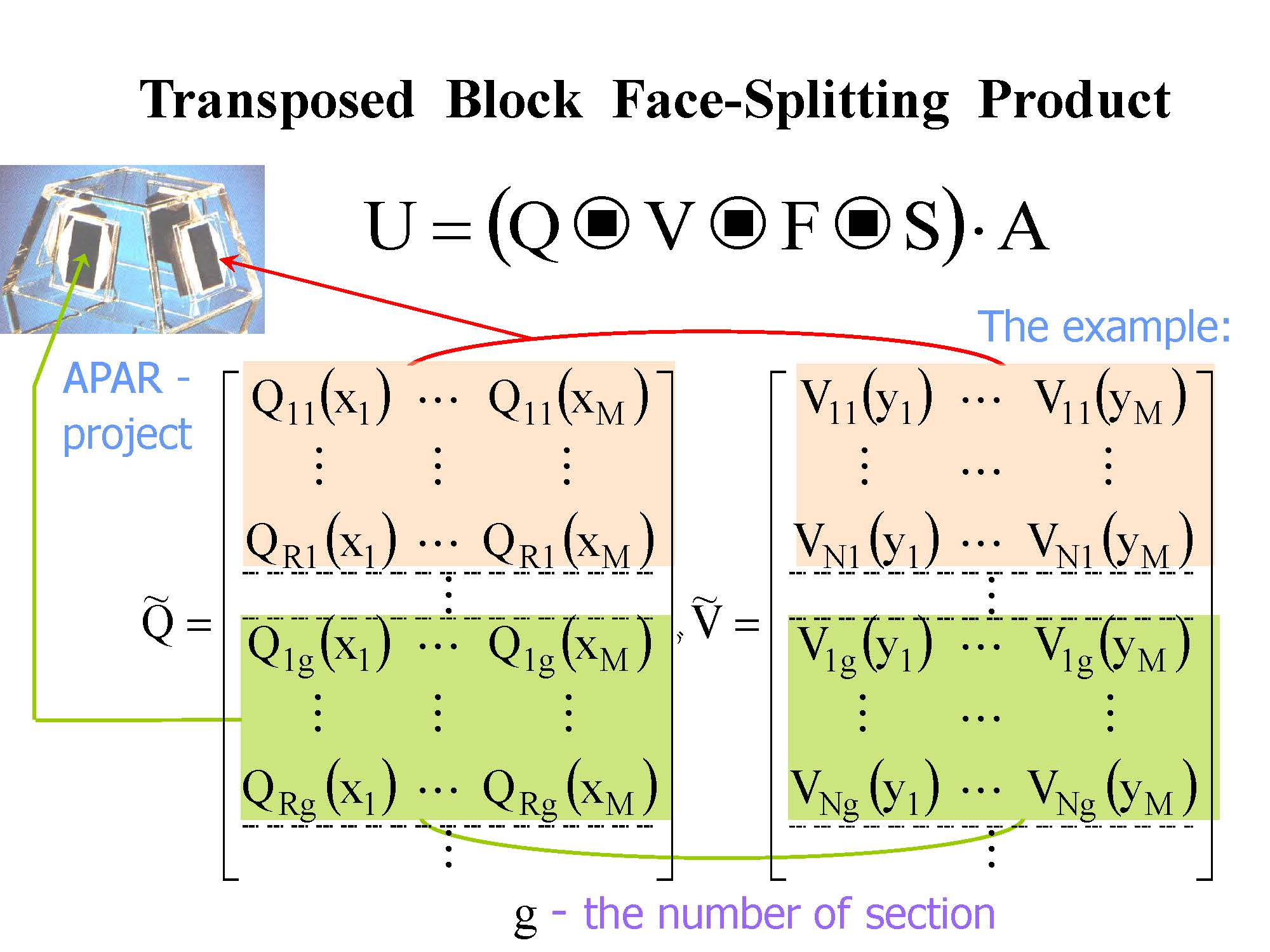
Блочное транспонированное торцевое произведение матриц в описании модели ЦАР

- Искусственный интеллект. Перспективным трендом в совершенствовании обработки сигналов по выходам ЦАР является применение технологий искусственного интеллекта[45]. Один из вариантов при этом — формирование тензорного скетча с минимизацией вычислительных операций на основе торцевого произведения матриц.

## Радиофотонные ЦАР
Первоначально идея использования радиофотонных технологий в ЦАР сводилась к оптоволоконной разводке тактовых импульсов АЦП по всему множеству приёмных каналов. При этом для срабатывания АЦП оптические импульсы должны были преобразовываться в тактовые видеосигналы с помощью фотодетекторов.. Данный подход позволяет, например, упростить передачу тактовых сигналов АЦП через вращающиеся контактные сочленения от неподвижной аппаратуры несущей платформы на вращающуюся цифровую антенную решётку.
В настоящее время развитие радиофотоники позволяет использовать оптоволоконный интерфейс также для передачи принятых антенными элементами ЦАР радиосигналов. Сначала по выходу аналогового приёмника широкополосный радиосигнал модулирует оптическую несущую, а перед подачей на АЦП — происходит обратное преобразование, с восстановлением радиосигнала для его последующей оцифровки. Аналогичные операции с оптическим формированием радиосигналов могут быть использованы и в передающих ЦАР.
Радиофотонные ЦАР являются основой радиофотонных РЛС. Кроме того, радиофотонные технологии могут быть реализованы во внутриаппаратных интерфейсах ЦАР базовых станций сотовой связи следующих поколений 5G и 6G. Для работы с абонентами в верхней полусфере (связь с множеством беспилотных летательных аппаратов, передача данных на борт пилотируемой авиации, связь с низкоорбитальными спутниками) количество антенных элементов систем Massive MIMO будет составлять несколько сотен. В целях упрощения аппаратной реализации и снижения стоимости таких многоканальных ЦАР использование в них многомодовых оптоволоконных интерфейсов как разновидности радиофотоники является единственным разумным выбором не только при работе на приём сигналов, но и для передачи данных.

## Гибридные зеркальные антенны с ЦАР
Данная разновидность ЦАР представляет собой совокупность зеркального рефлектора и ЦАР, расположенной в его фокальной плоскости. Такая конструкция позволяет получить многолучевую диаграмму направленности в узком пространственном секторе..

## Примеры реализации ЦАР

### Радиолокационные станции

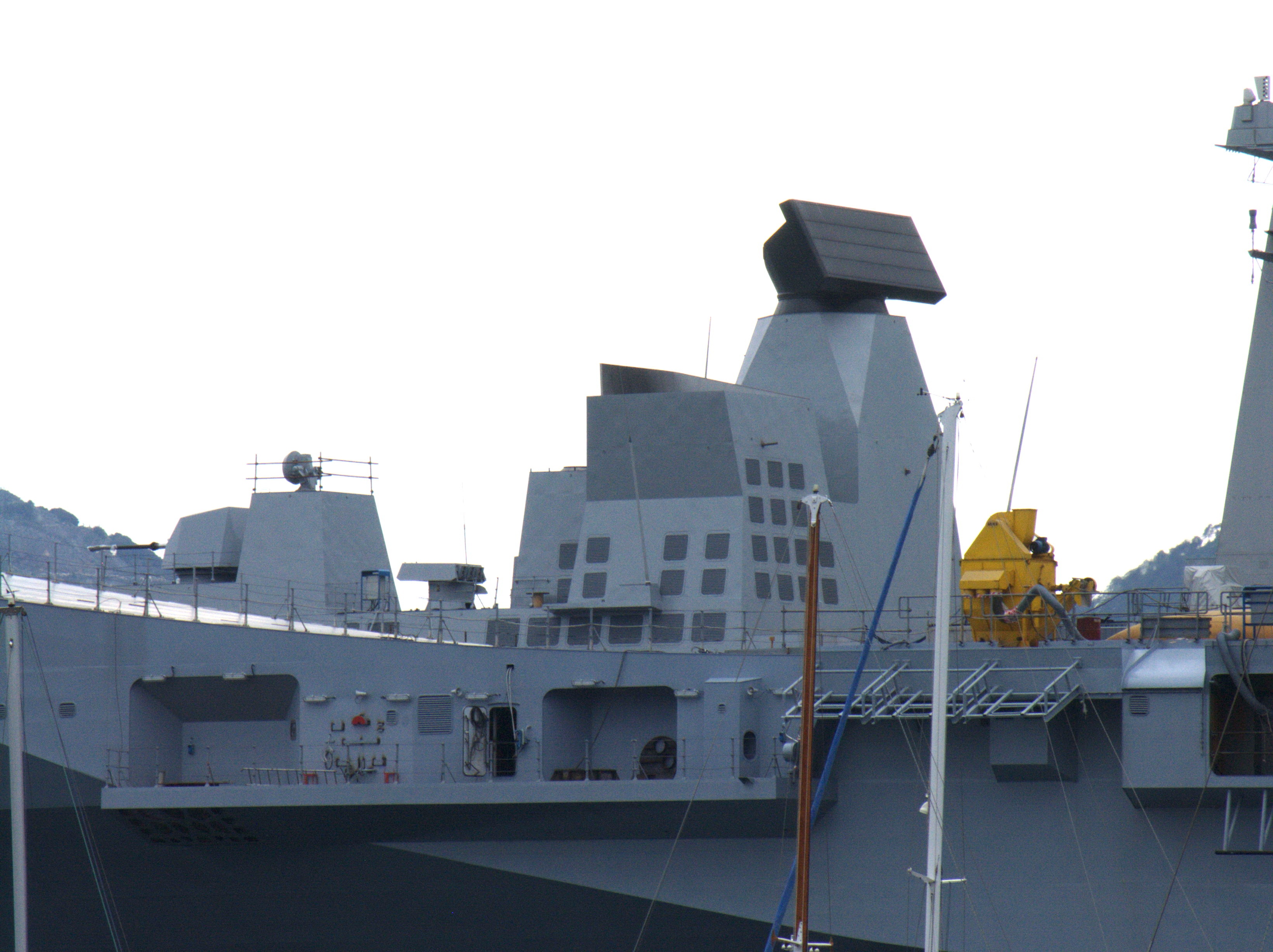
S1850M[7] на борту итальянского фрегата Andrea Doria (D 553)
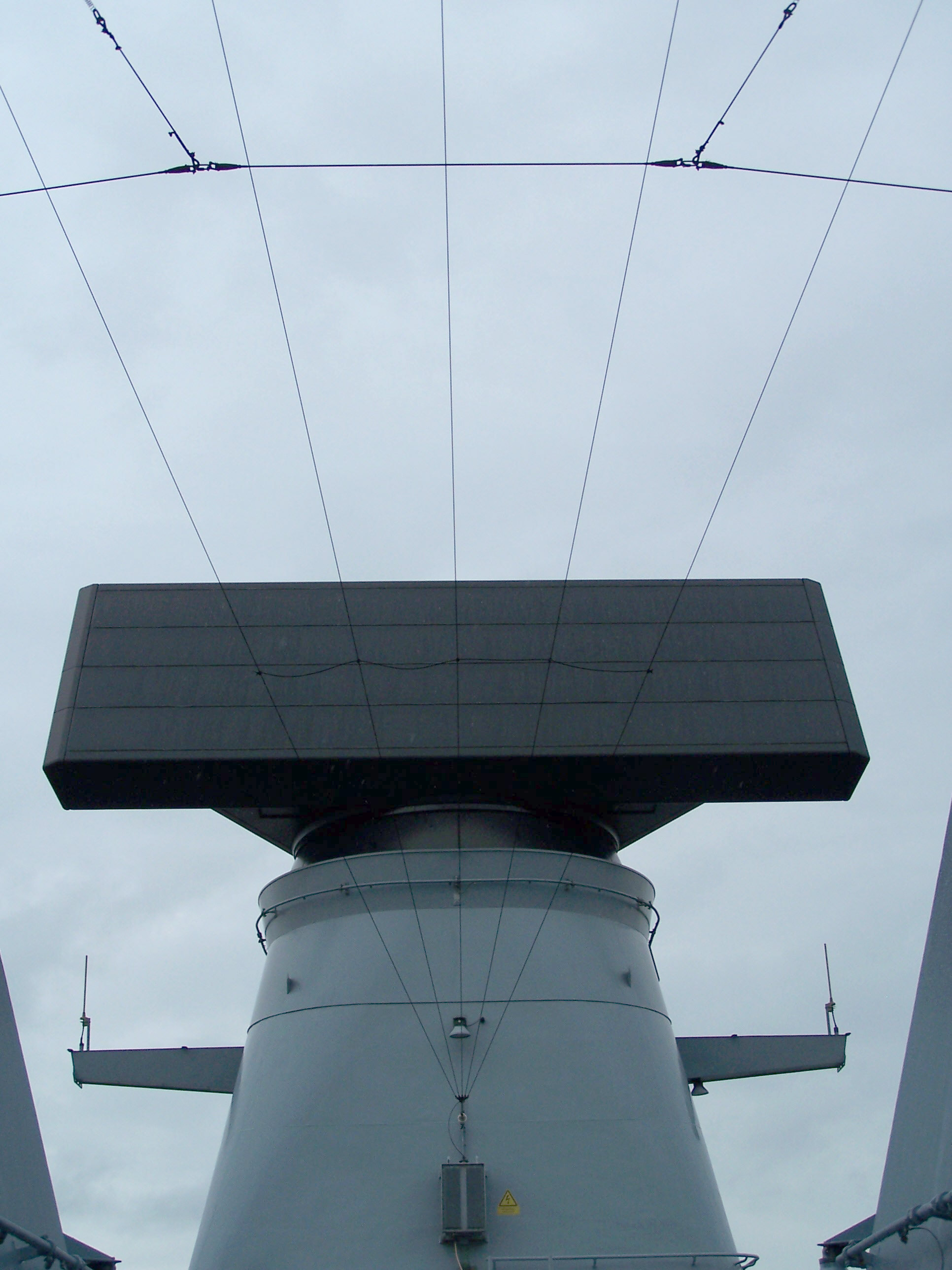
SMART-L[7] на борту фрегата F221 Hessen
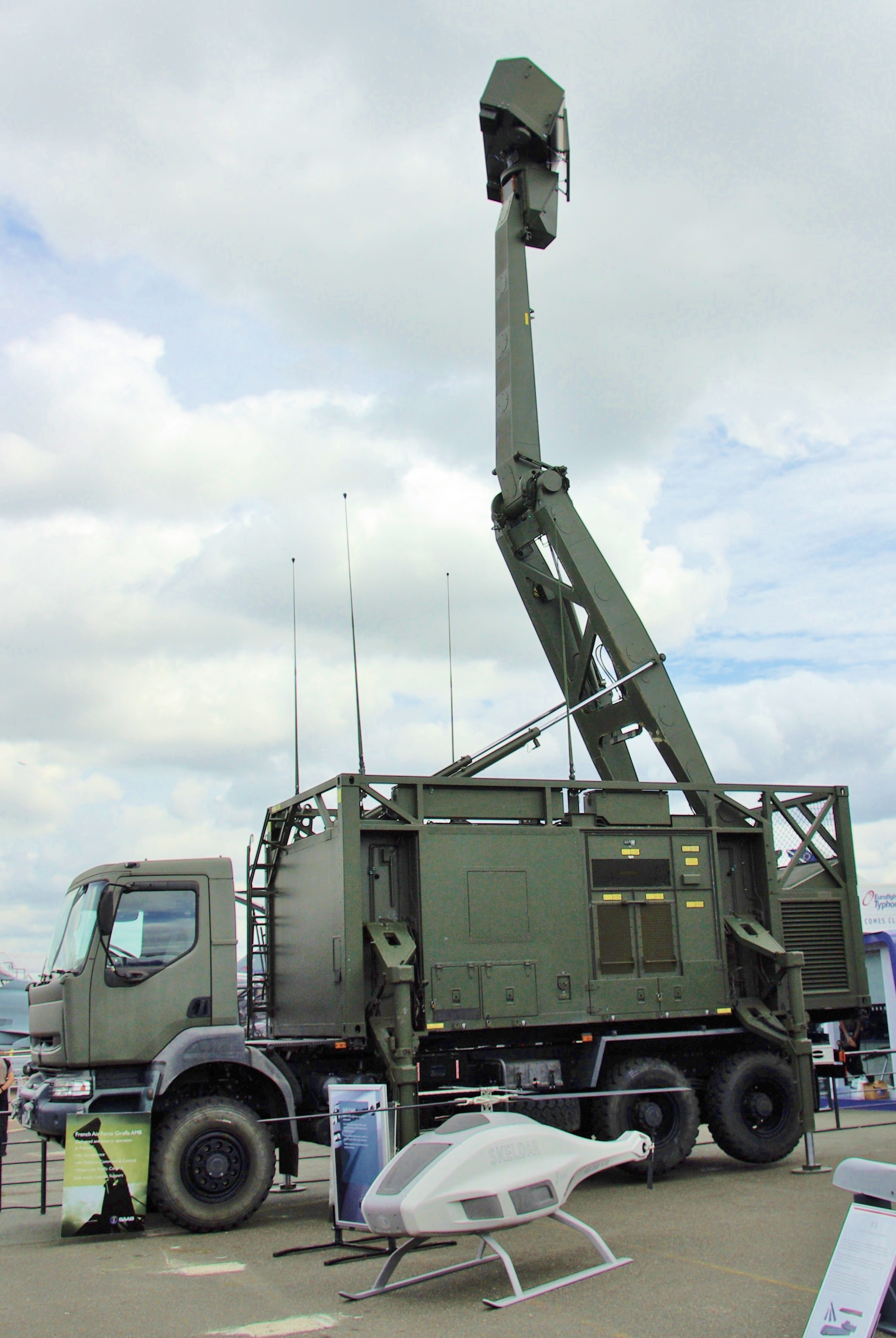
Giraffe AMB[8] - радар на аэрошоу в  Ле Бурже, 2007 г.
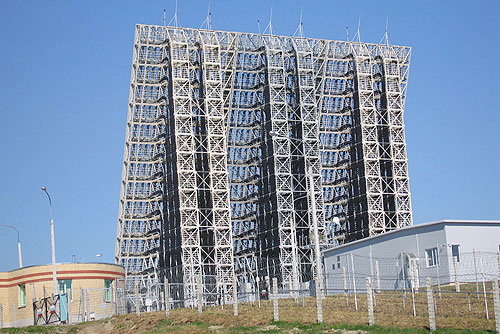
РЛС Воронеж-М (Лехтуси). Разработчик Концерн «РТИ Системы»
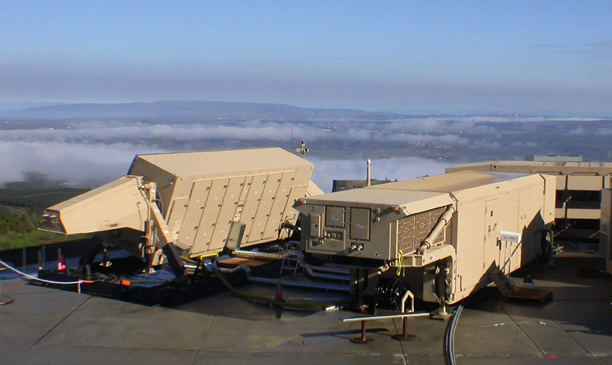
РЛС AN/TPY-2 комплекса THAAD
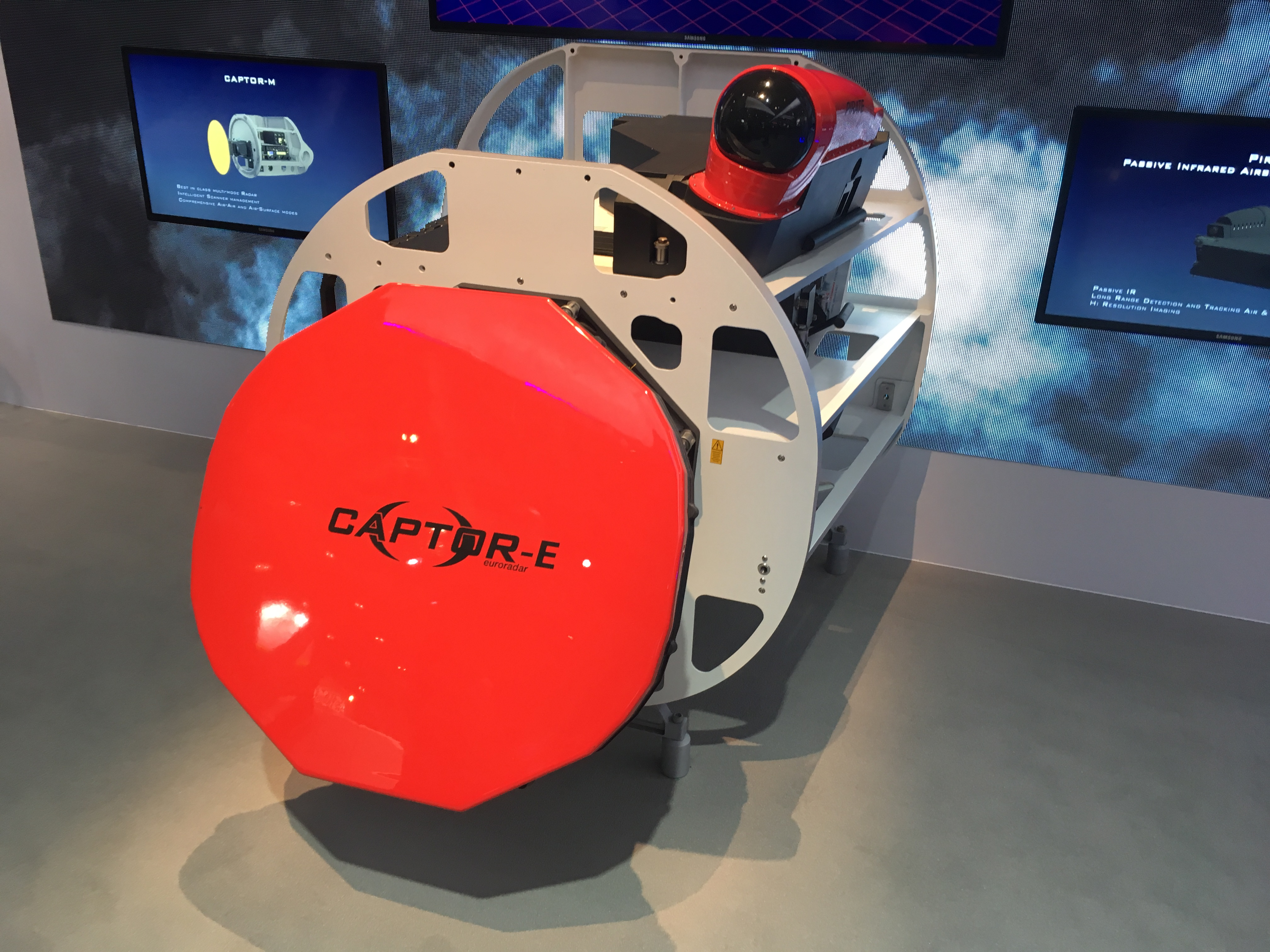
CAPTOR-E, DSEI-2019
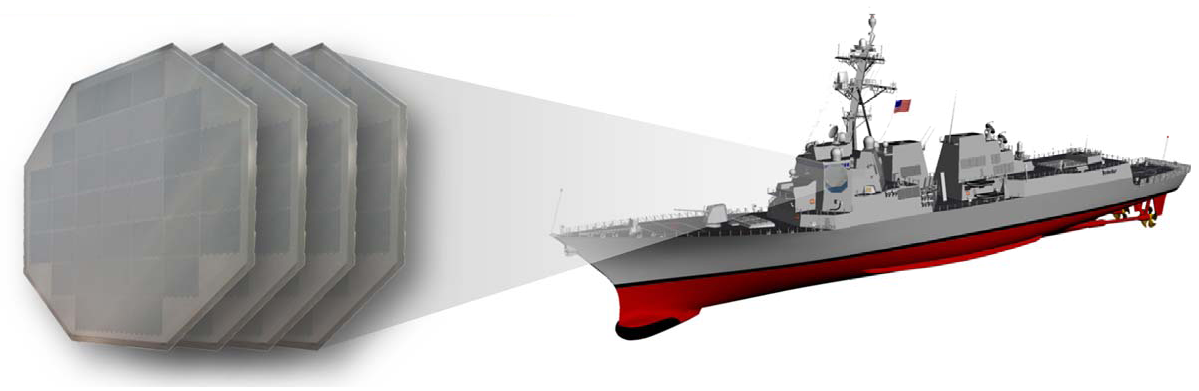
РЛС AMDR AN/SPY-6 (реализована технология digital beamforming[49])

### MIMO системы
ЦАР используется в системах сотовой связи, реализующих технологию MIMO (Massive MIMO).

### Сонары и ультразвуковые сенсоры
Технология ЦАР применяется в гидроакустических системах (сонарах) и средствах ультразвуковой диагностики.

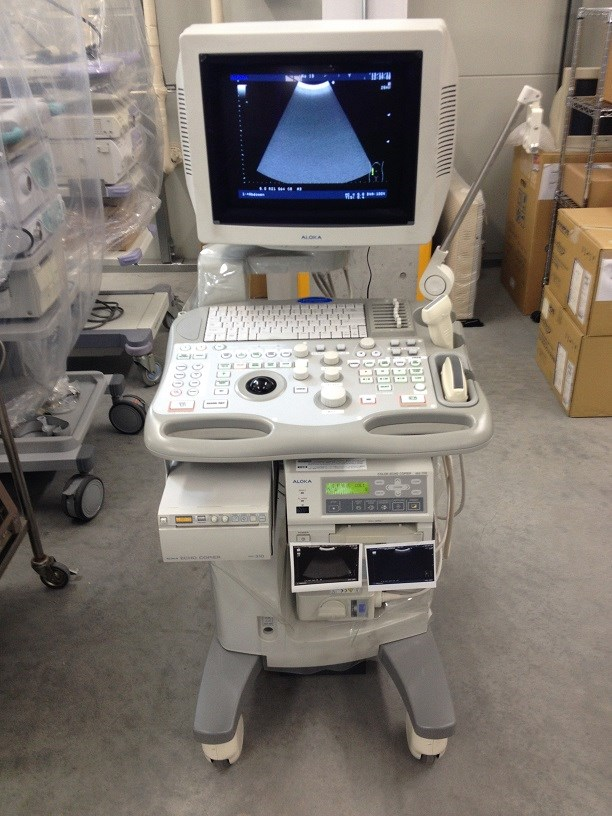
ALOKA SSD-3500SV (256 каналов)